# Конгресс украинцев Канады
Конгресс украинцев Канады (до 1989 года — Комитет украинцев Канады) — общественная организация, объединяющая политические, общественные, культурные организации украинцев Канады, а также украинские канадские церкви. Центральный офис находится в Виннипеге. Имеет в составе шесть провинциальных советов (Онтарио, Манитоба, Саскачеван, Альберта, Британская Колумбия и Квебек), 34 отделения в городах и ряд отдельных комитетов.

## История
Комитет украинцев Канады был основан в 1940 году в Виннипеге по инициативе канадского правительства, которое стремилось повысить эффективность участия канадских украинцев в борьбе с нацизмом. Основателями Комитета стали Братство украинцев-католиков, Союз гетманцев-державников, Союз украинцев-самостийныков и Украинская национальная оборона.
После окончания Второй мировой войны в Комитет вошли Украинское евангельское объединение, Украинский национально-демократический союз, Украинское канадское общество сторонников освободительной борьбы Украины, Лига освобождения Украины и другие организации, созданные эмигрантами третьей волны. Уже во второй половине 1950-х годов Комитет объединял практически все украинские общественные организации, в комитет не вошло только Общество объединённых украинских канадцев.
В середине 1960-х годов в комитет входило 32 организации, в том числе Украинская рабочая организация, Союз украинских канадских ветеранов, Украинская молодёжная организация Пласт, Научное общество имени Тараса Шевченко, Украинская свободная академия наук, Братство карпатских сечевиков, Союз украинских бывших воинов, Союз украинских национальных демократов, Украинское техническое общество, Украинский народный союз, Союз украинских студентов Канады, Союз украинцев — жертв русско-коммунистического террора, Совет украинской молодёжи, Комитет украинок Канады, Ячейка украинской культуры и образования, Братство первой дивизии Украинской национальной армии, Союз украинской молодёжи, Объединение украинских педагогов, Союз украинских журналистов, Украинский научный совет, Объединение украинских ветеринарных врачей, Федерация украинских профессионалистов и предпринимателей, Украинская общественная служба Канады.
В 1967 году Комитет вошёл в состав Мирового конгресса свободных украинцев.
В августе 2022 года Минюст РФ включил Конгресс украинцев Канады в список нежелательных организаций.

## Главы Конгресса
- Василий Кушнир (Wasyl Kushnir) (1940—1953; 1959—1971)
- Антон Яремович (Antony Yaremovich) (1953—1957)
- Сергей Савчук (Serge Sawchuk) (1957—1959)
- Пётр Кондра (Peter Kondra) (1971—1974)
- Сергей Радчук (Serge Radchuk) (1974—1980)
- Джон Новосад (John Nowosad) (1980—1986)
- Дмитрий Ципивник (Dmytro Cipywnyk) (1986—1992)
- Олег Романив (Oleh Romaniw) (1992—1998)
- Евгений Чолий (Eugene Czolij) (1998—2004)
- Орыся Сушко (Orysia Sushko) (2004—2007)
- Пол Грод (Paul Grod) (2007—2018)
- Александра Хычий (Alexandra Chyczij) (с 2018)

## Активисты
- Уильям Уолл (Василий Волохатюк) — первый канадский украинец, назначенный в Сенат Канады.